# Bonplandia geminiflora
Bonplandia geminiflora là một loài thực vật có hoa trong họ Polemoniaceae. Loài này được Cav. mô tả khoa học đầu tiên năm 1800.